# Джуэтт, Сара Орн
Теодора Сара Орн Джуэтт (англ. Theodora Sarah Orne Jewett; 3 сентября 1849[…], Саут-Беруик, Мэн — 24 июня 1909, Саут-Беруик, Мэн) — американская писательница и поэт.

## Биография
Теодора Сара Орн Джуэтт родилась 3 сентября 1849 года в городе Йорке; её семья проживала в Новой Англии на протяжении многих поколений.
Приобрела известность рассказами и очерками жизни Новой Англии, в которых пуританские характеры изображены с очень симпатичной стороны. Из романов её выдается «The Country Doctor», из других произведений — «Old Friends and New», «A Marsh Island», «A White Heron», «The King of Folly Island» и «The Country of the Pointed Firs».